# Nils Fischer (Perkussionist)
Nils Fischer (* 1968) ist ein deutscher Perkussionist (Timbales, Congas, Bongos, Batá), der für seine gute Beherrschung des Clave bekannt ist.

## Leben und Wirken
Fischer, der in Bremen aufwuchs, erhielt ab dem Alter von zehn Jahren Klavierunterricht, um dann auch Gitarre, Flöte und Posaune zu lernen. Unter dem Eindruck eines Albums von Paquito D’Rivera begann er sich für Perkussion zu interessieren und spielte bald Conga in verschiedenen Bands. Er studierte Perkussion in Kuba, Brasilien, Puerto Rico und am Rotterdams Conservatorium, wo er 1996 seinen Master mit Auszeichnung erhielt.
Seit 1993 spielte Fischer mit Nueva Manteca, seit 1995 mit The Cubop City Bigband, seit 2001 mit Drums United. Dann gründete er seinen eigenen Gruppen, mit denen er international auf Tour war. 2007 legte er mit Gracias Joe Cuba ein erstes Album mit Timbazo vor, dem weitere Alben wie Rumberos a Montón folgten. An seinem Album Otra Idea Más (2024) waren als Gäste D’Rivera, Issac Delgado, Edwin Perez, Dave Valentin und Alexander Abreu beteiligt.
Mit seiner Band CaboCubaJazz veröffentlichte Fischer die Alben Rikeza y Valor und Corason Africano, die er international präsentierte. Mit der nun von ihm geleiteten Gruppe Nueva Manteca erschien das Album Art (2022).
Weiterhin spielte Fischer mit Giovanni Hidalgo, Pío Leiva, Orestes Vilató, Armando Peraza, José James, Lucrecia, Michel Camilo, Edmar Castañeda, Calixto Oviedo, Carel Kraayenhof, Michael League, Bonga, Don Kikas, Avishai Cohen, Karl Perazzo, Changuito, Chocolate Armenteros und weiteren Musikern. Zudem ist er auf Alben von Leslie Lopez, Doble Jugada, Noordpool Orchestra und Orquesta Cuba zu hören
Seit 2000 unterrichtet Fischer an der Abteilung für Weltmusik der Codarts in Rotterdam.